# پژیدولی
پژیدولی (چکی: Přídolí) شهرکی در شهرستان چسکی کروملوف واقع در استان بوهمی جنوبی جمهوری چک است که ۷۰۰ نفر سکنه دارد. نام این شهرک برگرفته از یک واژه کهن چکی به معنای «مکانی روبروی دره» است. این شهرک در کرانهٔ راست رودخانه ولتاوا قرار دارد.